# Sudden Strike 4
Sudden Strike 4 est un jeu vidéo de tactique en temps réel développé par Kite Games et édité par Kalypso Media, sorti en 2017 sur Windows, Mac, Linux, PlayStation 4 et Xbox One.

## Accueil
- 4Players : 72 % (PC)[1] - 69 % (PS4)[1]